# 国阿
国阿（こくあ、正和3年2月17日（1314年3月11日） - 応永12年9月11日（1405年10月4日））は、南北朝時代から室町時代中期にかけての時宗の僧。時宗国阿派・霊山派の祖。

## 生涯
『尊卑分脉』『国阿上人伝』等によると、石塔頼茂の子で、幼名は亀王丸だとされる。その後、正中元年（1324年）に圓教寺の源栄に入室・修学し、元弘元年（1331年）に出家して随心と称する。貞和3年/正平2年（1347年）に諸国修行の旅に出て、その途中で他阿託何と出会って3年ほど遊行し、国阿と名付けられた。
一方、「双林寺縁起」などによれば、出身は播磨国で、俗名を箸崎国明と称し、播磨国橋崎荘の領主を務め、文和4年/正平10年（1355年）に出家して国阿弥陀仏と称したという。
熊野などの山岳における修行につとめ、「伊勢・熊野参詣の道者不浄を嫌わず参詣すべし」との神託を受け、その主張を広めて人気を博した。京都東山霊山に正法寺を建立して時宗十二派に数えられる霊山派の本寺となり、また双林寺を再興して国阿派の本寺となった。